# Kandergrund
Kandergrund är en ort och kommun i distriktet Frutigen-Niedersimmental i kantonen Bern, Schweiz. Kommunen har 821 invånare (2023).